# Drôles de bottes
Pour plus de détails, voir Fiche technique et Distribution.
Drôles de bottes (titre original : Be Big!) est un film américain réalisé par James W. Horne et James Parrott, sorti en 1931, mettant en scène Laurel et Hardy.

## Synopsis
Laurel et Hardy sont à l'hôtel avec leurs épouses, et se préparent tous à partir en week-end au bord de la mer, lorsque le téléphone sonne. C'est un ami de nos compères qui les appelle de leur Club et persuade Oliver qu'il serait des plus profitables pour eux de venir faire la bringue...

Oliver décide alors de se faire porter pâle et propose à leurs épouses qu'elles partent seules, Stan et lui les rejoindront le lendemain. Le stratagème fonctionne et voilà nos deux lurons en train de se préparer à aller au club. Mais l'uniforme de ce dernier se compose d'une culotte de cheval et d'une paire de bottes, et Oliver a toutes les peines du monde à les enfiler... Pendant ce temps, les épouses parvenues à la gare constatent qu'elles ont raté leur train et décident de retourner à l'hôtel...

## Fiche technique
- Titre original : Be Big!
- Titre français : Drôles de bottes
- Réalisation : James W. Horne et James Parrott[1]
- Scénario : H. M. Walker (dialogues)
- Photographie : Art Lloyd
- Montage : Richard C. Currier
- Ingénieur du son : Elmer Raguse
- Producteur : Hal Roach
- Société de production : Hal Roach Studios
- Société de distribution : Metro-Goldwyn-Mayer
- Pays de production :  États-Unis
- Langue : Anglais
- Format : Noir et blanc - 35 mm - 1,37:1  -  sonore
- Genre : comédie
- Longueur : trois bobines
- Date de sortie : 
  - États-Unis : 7 février 1931

## Distribution
Source principale de la distribution :
- Stan Laurel : Stanley
- Oliver Hardy : Oliver Hardy

Reste de la distribution non créditée :
- Chet Brandenburg : le chauffeur de taxi
- Baldwin Cooke : Cookie, l'ami au téléphone invitant Oliver
- Jean De Briac : figuration[3] derrière Balwin Cooke (fumant et lisant)
- Anita Garvin : Mrs Laurel
- Charlie Hall : le groom
- Jack Hill : un passant à la gare
- Isabelle Keith : Mrs Hardy
- Ham Kinsey : un passant à la gare